# Spontánní štěpení

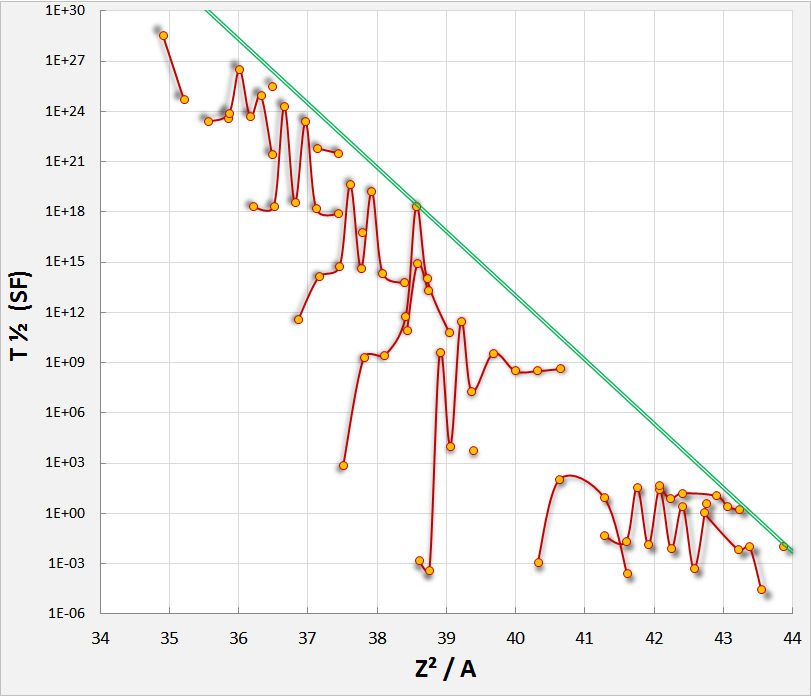
Graf poločasu spontánního štěpení (druh jaderného štěpení, který není vyvolán neutrony) pro různé prvky závisí na poměru Z^{2}/A, kde Z je protonové číslo a A je nukleonové číslo.

Spontánní štěpení je forma radioaktivní přeměny přítomná pouze u velmi těžkých chemických prvků. Vazebná energie jádra dosahuje maxima kolem nukleonového čísla 58 (sudo-sudá jádra 62Ni, 58Fe, 56Fe). Spontánní štěpení na menší jádra a několik jaderných částic je možné u větších nukleonových čísel.
Vzhledem k omezení při vytváření dceřiných jader štěpných produktů je spontánní štěpení teoreticky (čímž je míněno energeticky) možné od nukleonového čísla 92 dále. Pravděpodobnost spontánního štěpení se se zvyšující atomovou hmotností zvyšuje.

## Historie
První objevený proces jaderného štěpení bylo štěpení vyvolané neutrony. Protože kosmické záření produkuje neutrony, bylo obtížné rozlišit mezi spontánním a indukovaným štěpením. Kosmické záření ale může být odstíněno silnou vrstvou vody nebo hornin. Spontánní štěpení tak bylo objeveno v roce 1940 sovětskými fyziky Georgijem Fljorovem a Konstantinem Petržakem. Ti pozorovali uran v Moskevském metru ve stanici Dinamo, 60 metrů pod povrchem.

## Proveditelnost
Nejlehčí přirozené nuklidy u nichž by mohlo probíhat spontánní štěpení jsou niob 93 a molybden 94, tedy prvky s protonovými čísly 41 a 42. Spontánní štěpení u nich však nebylo nikdy pozorováno. V praxi jde tedy o stabilní izotopy.
Spontánní štěpení je v rozumných časech pozorovatelné pouze u prvků s atomovou hmotností 232 nebo vyšší. Jedná se tedy o prvky, alespoň tak těžké, jako je thorium 232, které má poločas přeměny o něco delší než je stáří vesmíru. Thorium 232 je nejlehčí radioaktivní nuklid, u nějž máme důkazy spontánního štěpení v minerálech, které tento prvek obsahují.
Z prvků se známými vlastnostmi mají největší náchylnost ke spontánnímu štěpení uměle připravené aktinoidy s vysokým protonovým číslem, jejichž protonové číslo je současně liché. Jde tedy zejména o mendelevium (protonové číslo 101) a lawrencium (protonové číslo 103). A také některé ze supertěžkých transaktinoidů, například rutherfordium.
U těžkých přirozeně se vyskytujících izotopů jako jsou thorium 232, uran 235 a uran 238, dochází ke spontánnímu štěpení zřídka, ve velké většině případů místo toho pozorujeme alfa rozpad nebo beta přeměnu. Spontánní štěpení těchto izotopů je obvykle zanedbatelné.
Matematicky se skutečnost, zda dojde ke spontánnímu štěpení v době natolik krátké, aby bylo pozorovatelné současnými metodami, dá vyjádřit tímto vzorcem:
{\displaystyle {\hbox{Z}}^{2}/{\hbox{A}}\geq 47.}
Kde Z je protonové číslo a A je nukleonové číslo (například {\displaystyle {\hbox{Z}}^{2}/{\hbox{A}}} = 36 pro uran-235)

## Míra spontánního štěpení
| Izotop          | Poločas přeměny | Neutronů na štěpení | Neutronů na gram a sekundu | Spontánní poločas přeměny | Z2/A |
| --------------- | --------------- | ------------------- | -------------------------- | ------------------------- | ---- |
| Uran-235        | 7,04×108 let    | 1,86                | 3,0×10−4                   | 3,5×1017 let              | 36,0 |
| Uran-238        | 4,47×109 let    | 2,07                | 0,0136                     | 8,4×1015 let              | 35,6 |
| Plutonium-239   | 2,41×104 let    | 2,16                | 0,022                      | 5,5×1015 let              | 37,0 |
| Plutonium-240   | 6569 let        | 2,21                | 920                        | 1,16×1011 let             | 36,8 |
| Curium-250      | 6900 let        | 3,31                | 1,6×1010                   | N/A                       | 36,9 |
| Kalifornium-252 | 2,638 let       | 3,73                | 2,3×1012                   | N/A                       | 38,1 |

V praxi izotop plutonium 239, vždy obsahuje určité množství izotopu plutonium 240, protože plutonium 239 má tendenci pohlcovat neutrony v průběhu výroby. Vysoká míra zastoupení plutonia 240 zvyšuje míru spontánního štěpení, tento izotop je proto nežádoucí příměs. Plutonium pro vojenské potřeby neobsahuje více než 7 % plutonia 240.
Zřídka využívaný typ atomové bomby Hirošimského typu založený na srážce dvou podkritických množství štěpného materiálu má kritický čas vložení asi jednu milisekundu. Pravděpodobnost štěpení během tohoto intervalu by měla být nízká. Proto je na tento typ bomby vhodný pouze uran-235. Téměř všechny typy atomových bomb používají nějakou formu imploze.
Pokud jádro prochází superdeformací, může ke spontánnímu štěpení dojít rychleji.

## Proces spontánního štěpení a jeho využití
Stejně jako v případech dalších typů radioaktivní přeměny ke spontánnímu štěpení dochází v důsledku tunelového jevu v atomovém jádře, aniž by bylo potřeba jeho srážky s jinou částicí, nutné u indukovaného štěpení. Přesto jsou výsledky obou štěpení obdobné: Podobně jako ostatní typy jaderného štěpení, i spontánní štěpení uvolňuje neutrony, takže pokud je přítomno kritické množství štěpného materiálu, spontánní štěpení může iniciovat soběstačnou řetězovou reakci.
Radioizotopy, pro něž není míra spontánního štěpení zanedbatelná, mohou být použity jako zdroje neutronů. Jedná se například o kalifornium-252 s poločasem přeměny 2,638 let. Uvolněné neutrony mohou být využity například při bezpečnostních kontrolách na letištích při hledání výbušnin, dále při měření vlhkosti půdy v okolí dálnic a dalších staveb nebo při měření vlhkosti materiálu uloženého v zásobnících.
Spontánní štěpení uranu 235 a uranu 238 zanechává stopy na krystalové mřížce minerálů obsahujících uran poté, co jimi projdou štěpné produkty. Toto poškození, nazývané štěpné dráhy, je základem metody radiometrického datování zvané datování podle štěpných stop.